# Рутенийтрилютеций
Рутенийтрилютеций — бинарное неорганическое соединение
лютеция и рутения
с формулой Lu3Ru,
кристаллы.

## Получение
- Сплавление стехиометрических количеств чистых веществ:

{\displaystyle {\mathsf {3Lu+Ru\ {\xrightarrow {1450^{o}C}}\ Lu_{3}Ru}}}

## Физические свойства
Рутенийтрилютеций образует кристаллы
тетрагональной сингонии, пространственная группа P nma, параметры ячейки a = 0,7247 нм, b = 0,8915 нм, c = 0,6131 нм, Z = 4,
структура типа карбида трижелеза Fe3C
.
Соединение образуется по перитектической реакции при температуре ≈1450°C .